# Ikermiorsuaq
Ikermiorsuaq är en ö i Grönland (Kungariket Danmark).   Den ligger i kommunen Qaasuitsup, i den västra delen av Grönland, 1 100 km norr om huvudstaden Nuuk. Arean är 9,3 kvadratkilometer.
Terrängen på Ikermiorsuaq är lite kuperad. Öns högsta punkt är 245 meter över havet. Den sträcker sig 4,1 kilometer i nord-sydlig riktning, och 5,4 kilometer i öst-västlig riktning.